# Leica

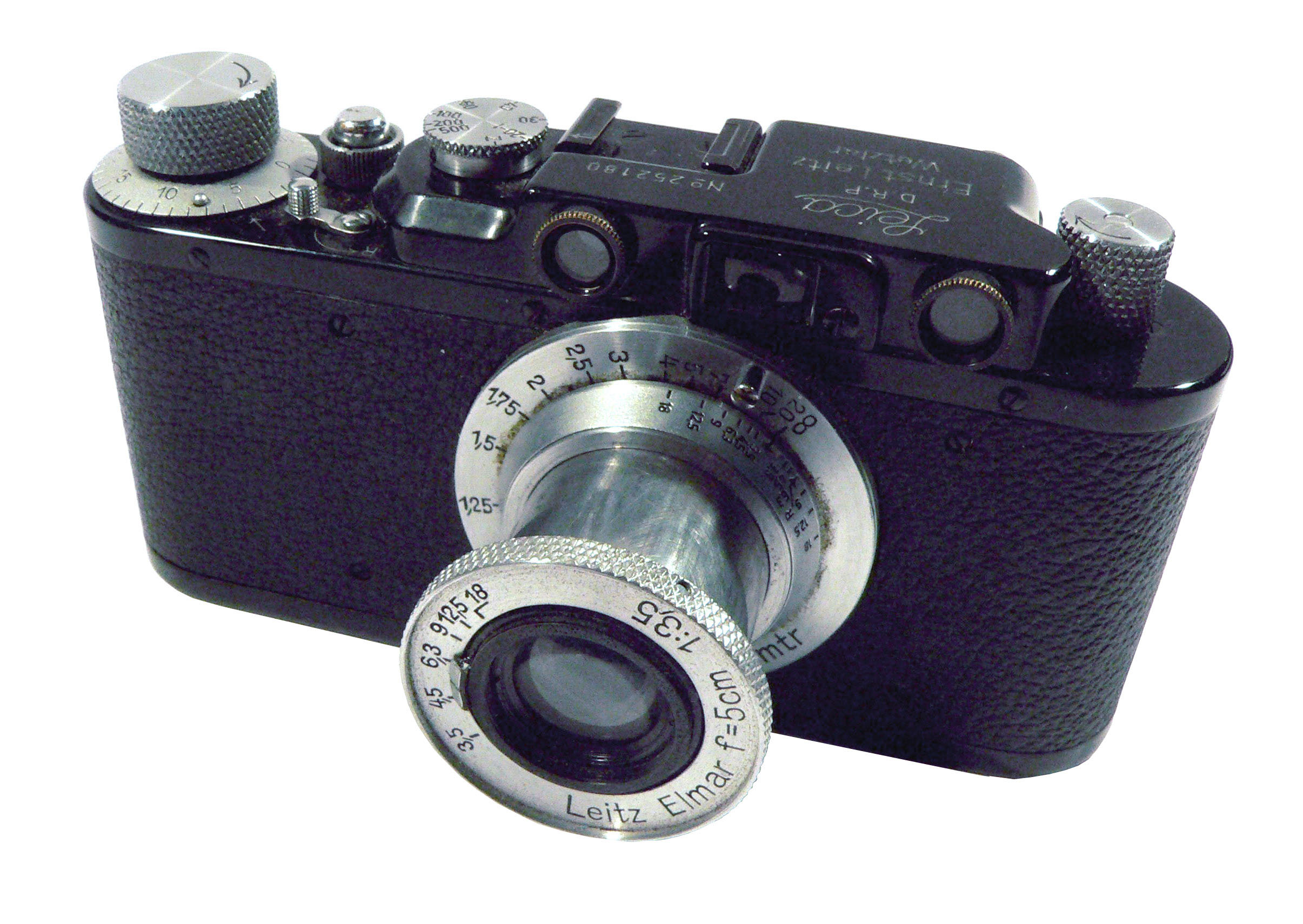
Một kiểu máy ảnh Leica

Leica là loại máy ảnh cao cấp, sản xuất tại Solms, Wetzlar, Lahn-Dill, Hessen, Đức.

## Lịch sử
Cha đẻ của Leica là Oskar Barnack, một người chuyên chế tạo kính hiển vi.

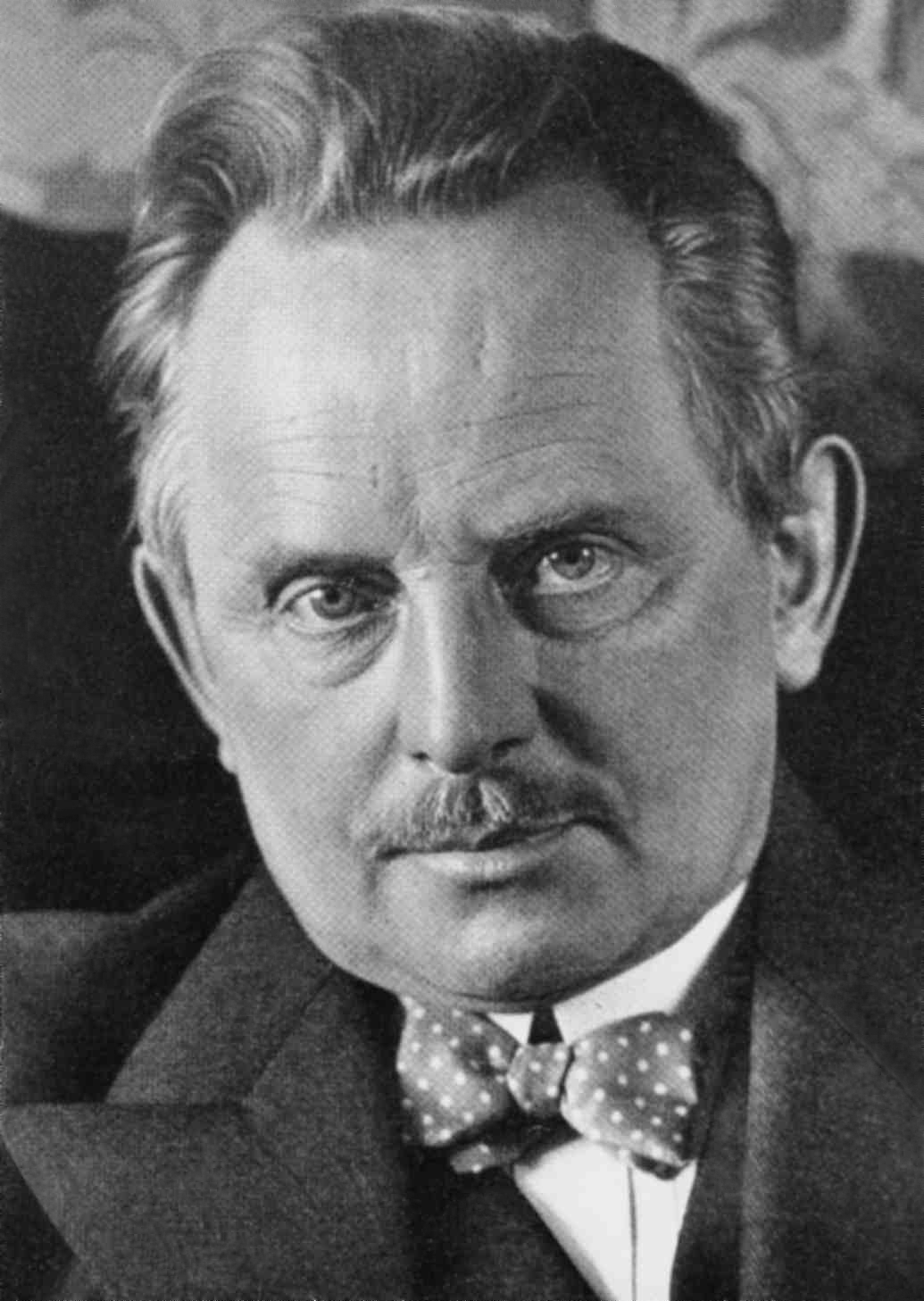
Oskar Barnack

Mẫu Leica đầu tiên được hoàn thiện vào năm 1914 mang tên Ur-Leica, từ một ý tưởng thiên tài của Oscar Barnack khi ông đang tìm tòi hướng đột phát mới về công nghệ để thu gọn các loại máy ảnh nặng nề thời bấy giờ.
Mặc dù nhanh chóng đạt được những thành công ngoài sức tưởng tượng với mẫu Ur-Leica, tuy nhiên mãi đến những năm 1924 và 1925, những chiếc máy ảnh Leica mới lần lượt được đưa vào sản xuất đại trà và giới thiệu chính thức với công chúng do những chậm trễ gây ra bởi Thế chiến thứ I.
Các dòng từ M1-M6 là máy cơ hoàn toàn (loại RF-rangefinder) nay đã ngừng sản xuất. Leica cũng có những dòng máy số như M7-8.2 và các nhóm khác.

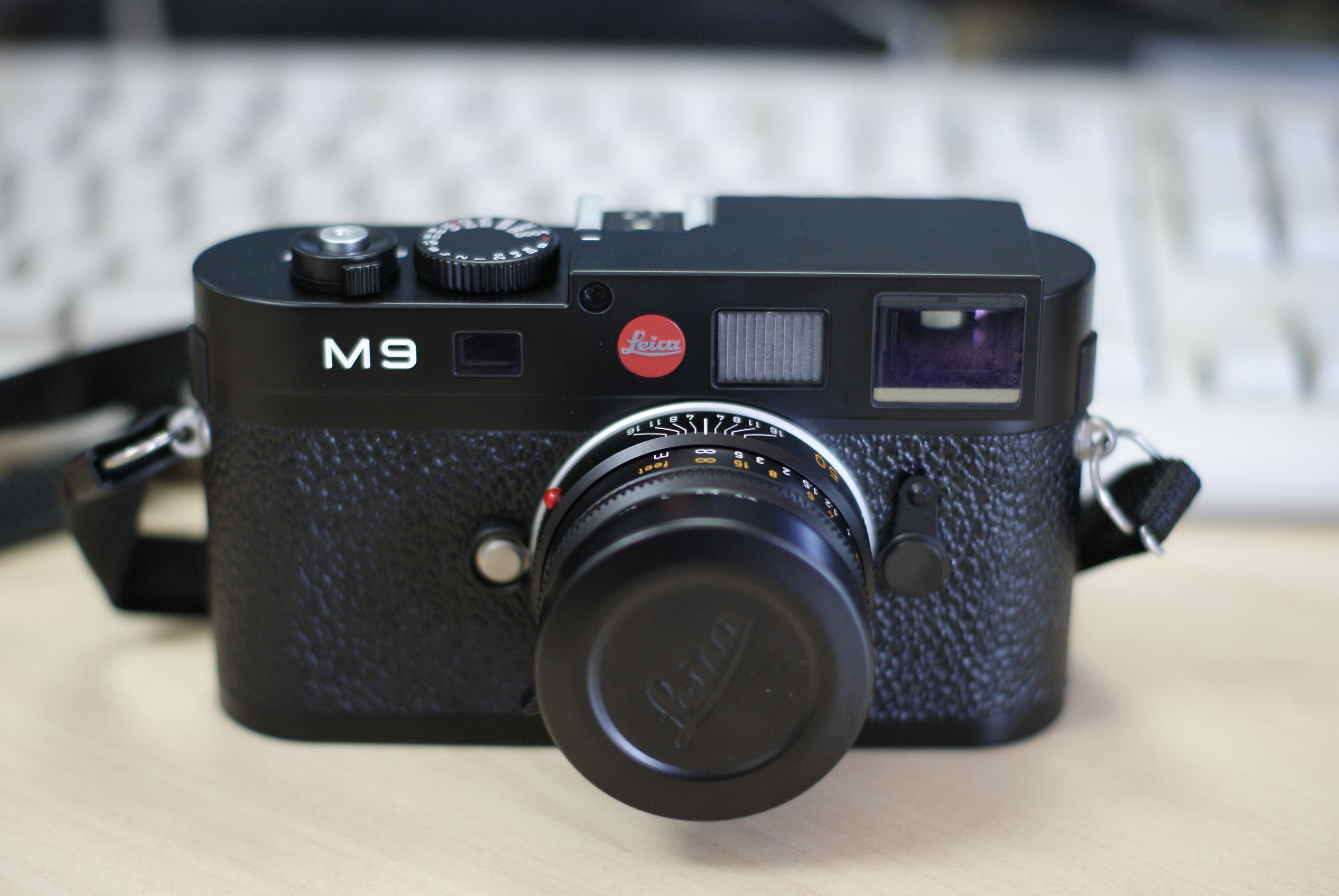
Leica M9

Kể từ năm 1954, máy ảnh dòng M của Leica ra đời với tiêu chí chất lượng hình ảnh hàng đầu đã trở thành máy ảnh không thể thiếu cho các phóng viên cũng như nghệ sĩ nhiếp ảnh. Với sự ra mắt của M8 năm 2006, phiên bản này đánh dấu bước chuyển sang thời kỳ kỹ thuật số của dòng M. Và đến năm 2009, với sự ra đời của M9, Leica đặt một mốc mới trong thời đại ảnh số với máy ảnh rangefinder đầu tiên trên thế giới có cảm biến full-frame 24 x 36 mm và là máy ảnh full-frame có kích cỡ nhỏ nhất từng xuất hiện. Có thể ví sự ra mắt của M9 cũng tạo tiếng vang không kém gì phiên bản M3 lừng danh một thời ở thời điểm ra mắt 1954.
Trong chiến tranh Việt Nam quân do thám Hoa Kỳ dùng Leica vì nó im lặng. Lúc chụp máy không kêu to, thành ra địch quân rất khó phát hiện. Trong đám cưới của Công nương Diana, Hoàng gia Anh chỉ cho dùng máy Leica M6.

## Một số bức ảnh chụp bằng máy ảnh Leica

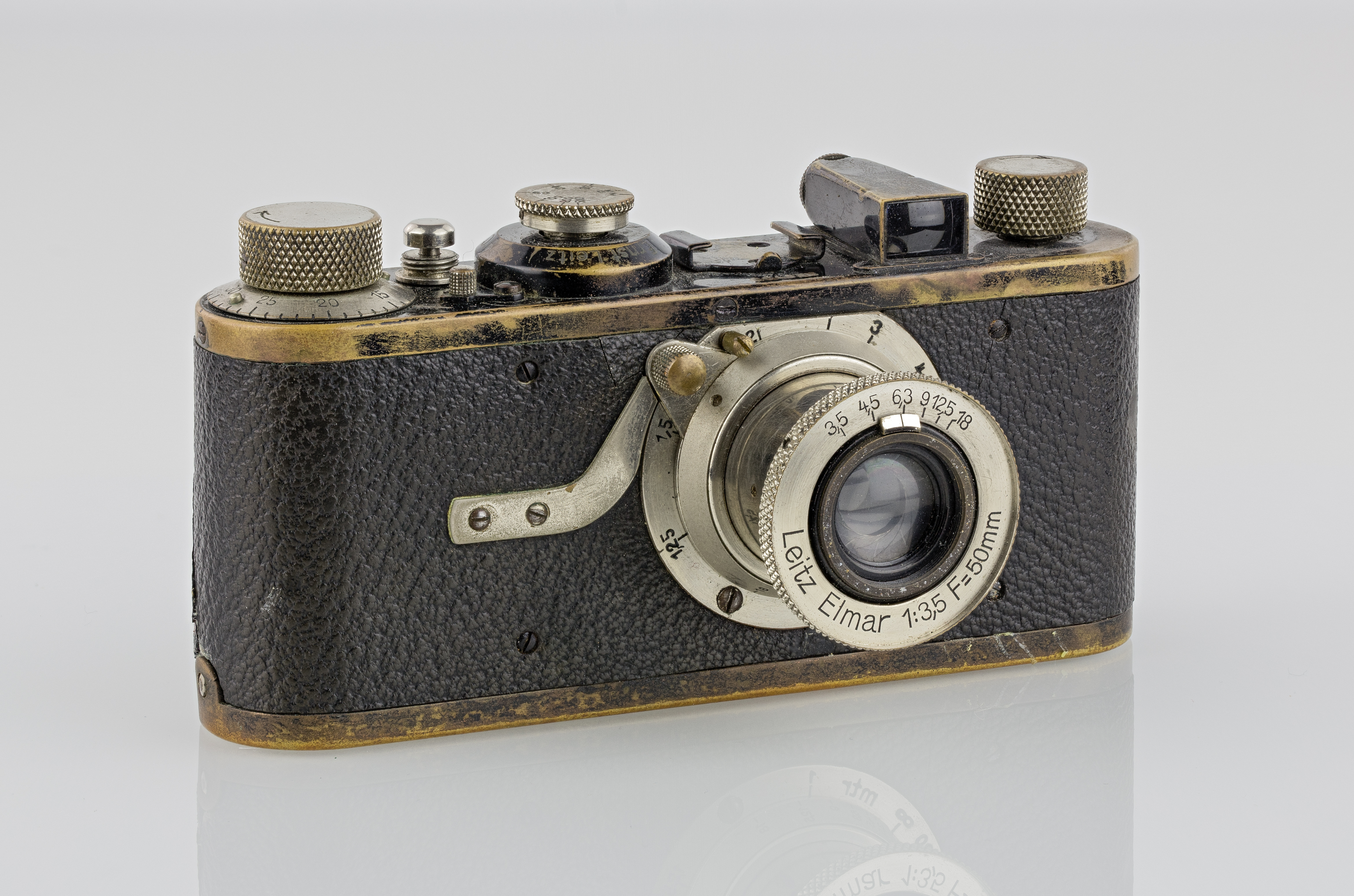
Leica I, 1927
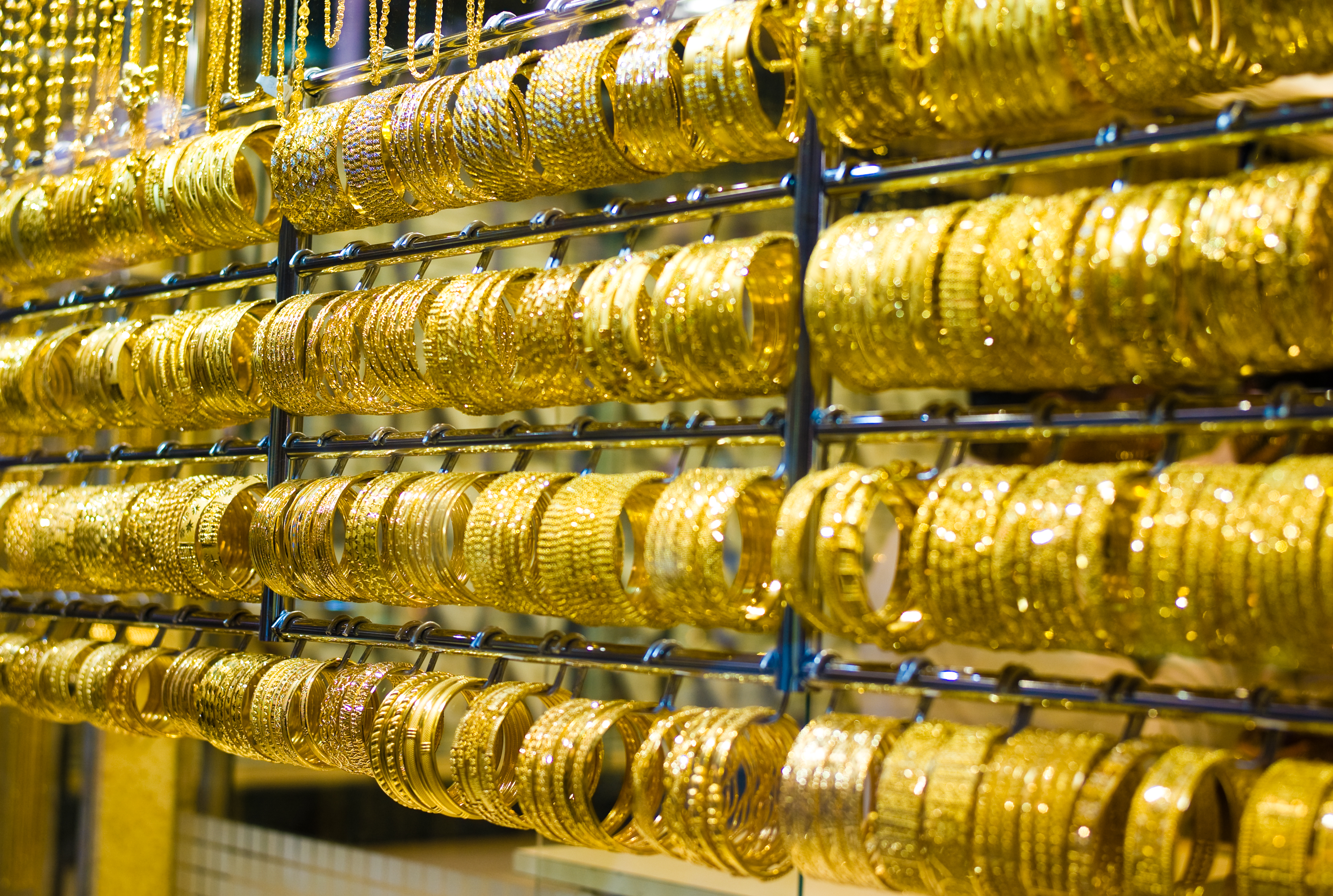
Chợ kim hoàn ở Dubai chụp bằng Leica M8
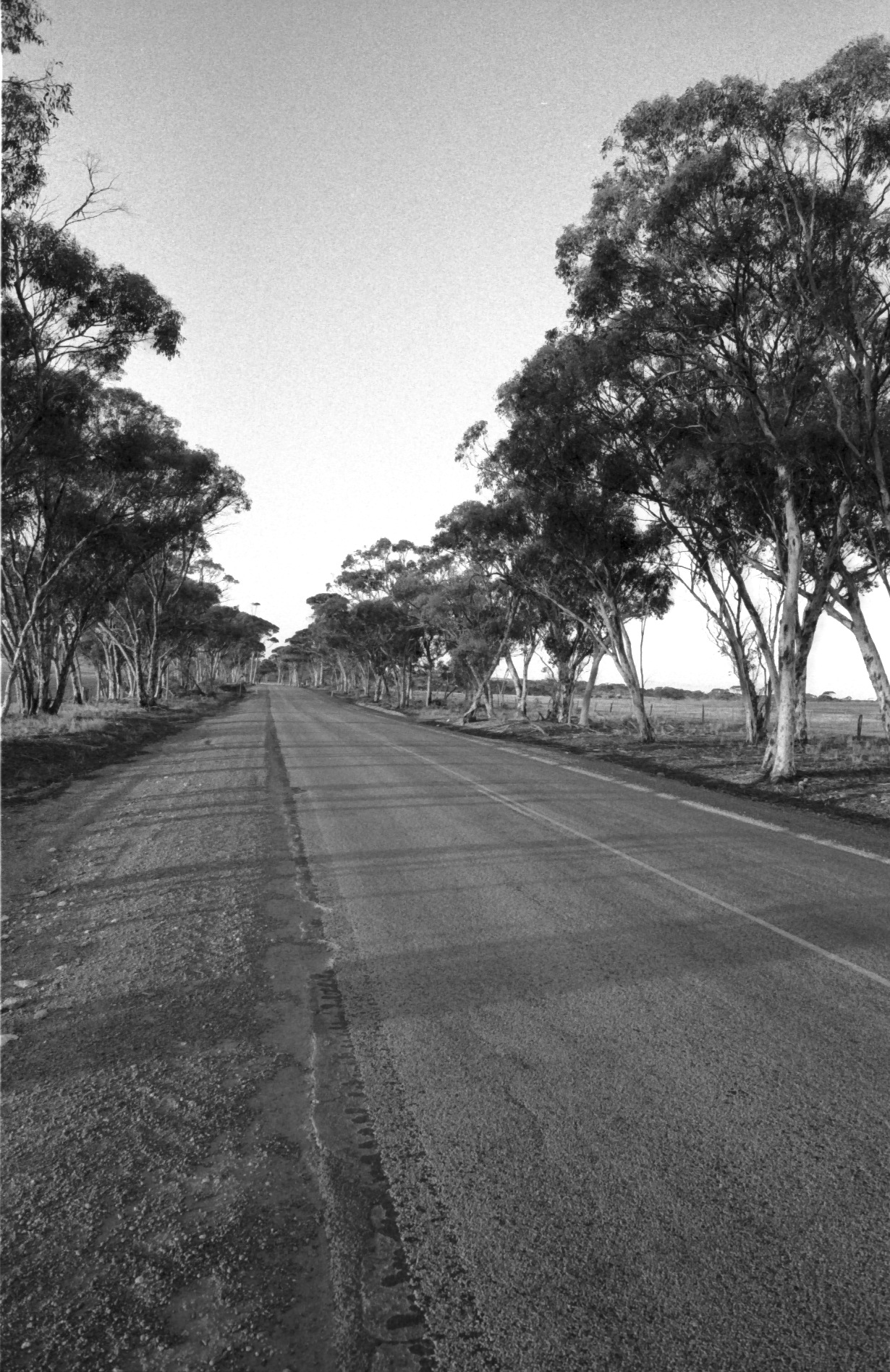
Corrigin Road chụp bằng Leica MP
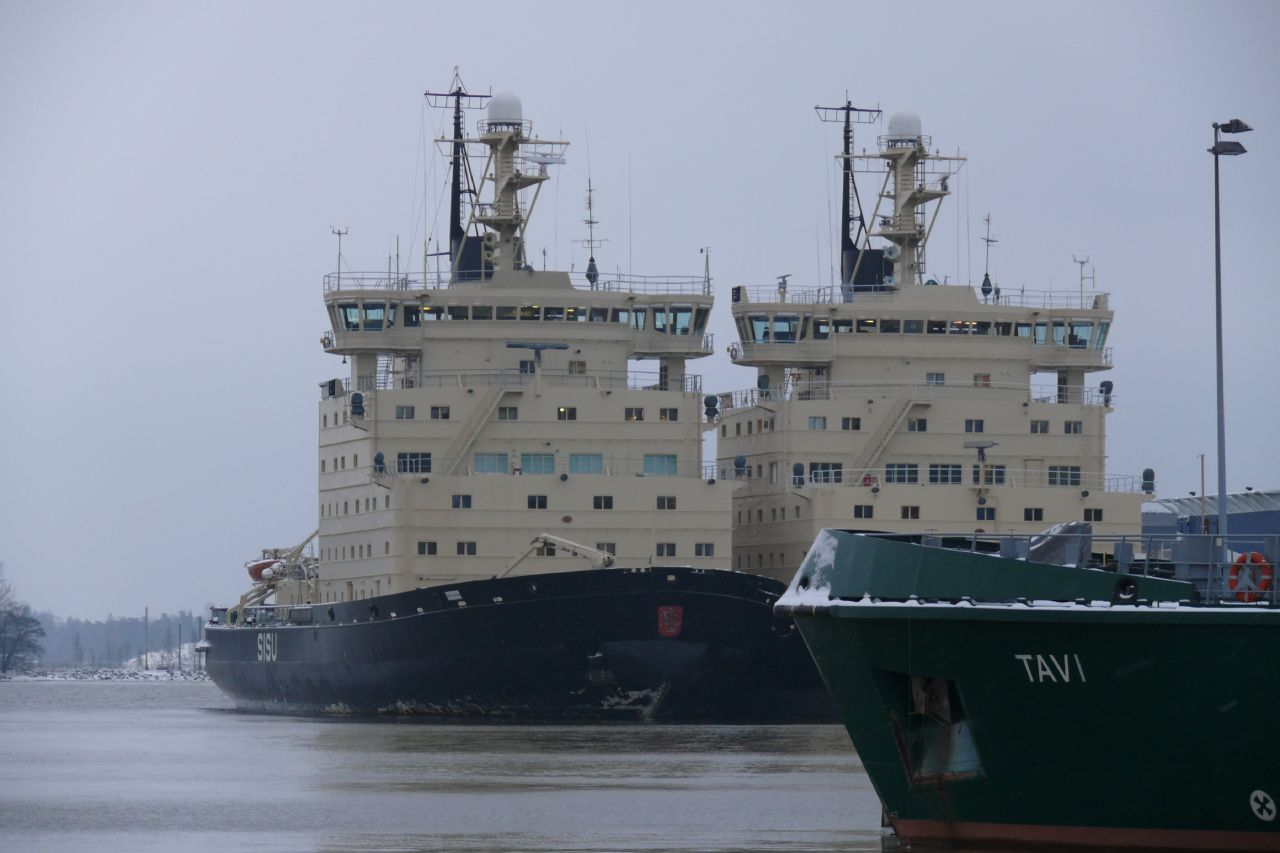
Tàu phá băng Helsinki chụp bằng Leica V-Lux 1